# Sociedad Científica de Varsovia

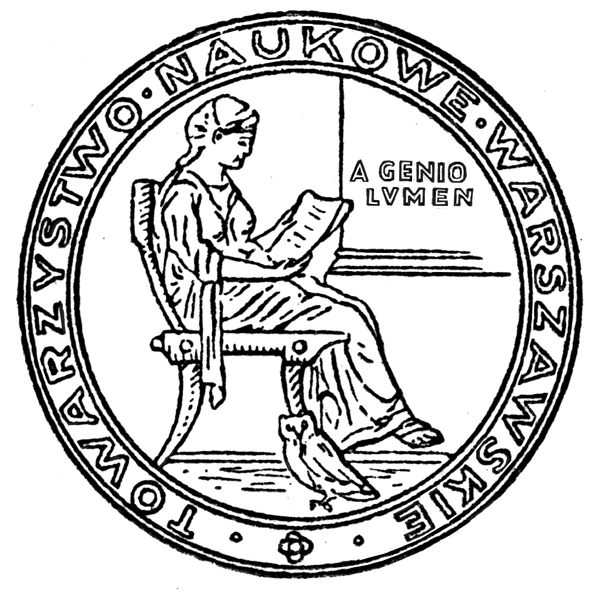
Sello de la Sociedad Científica de Varsovia.

La Sociedad Científica de Varsovia (en polaco Towarzystwo Naukowe Warszawskie, TNW, en latín Societas Scientiarum Varsaviensis) se estableció en 1907 como continuación de la Sociedad de Amigos de la Ciencia para fomentar las ciencias y las artes y para publicar trabajos científicos en polaco.
Dispone de una biblioteca y de los siguientes departamentos:
- Lingüística e Historia de la Literatura
- Historia, Sociología y Filosofía
- Matemática y Física
- Biología
- Medicina
- Ingeniería y Agricultura

## Directores
- Aleksander Jabłonowski (1907-1913)
- Teodor Dydyński (1913-1916)
- Bronisław Chlebowski (1916-1918)
- Jan Karol Kochanowski (1918-1925)
- Kazimierz Żórawski (1925-1931)
- Wacław Sierpiński (1931-1952)
- Wiktor Kemula (1981-1985)
- Aleksander Gieysztor (1986-1992)
- Bolesław Górnicki (1992-1995)
- Witold Rudowski (1995-2001)
- Andrzej Paszewski (2001-2007)
- Janusz Lipkowski (2007-)